# Hargen aan Zee
Hargen aan Zee is een badplaats in het noorden van de gemeente Bergen in de Nederlandse provincie Noord-Holland.
Het is feitelijk geen dorp maar bestaat slechts uit een groot parkeerterrein in de duinen en een strandtent. De enige toegangsweg leidt naar het noordelijker gelegen Camperduin. Halverwege deze weg bevindt zich een gaswinningsstation. De badplaats is begin jaren zeventig aangelegd. De naam Hargen aan Zee is waarschijnlijk gekozen vanwege de naam van het oorspronkelijke pad erheen, de Hargerzeeweg.
Buiten het seizoen zijn de toegangsweg en het parkeerterrein populair voor al dan niet officiële rijlessen.

## Sport en entertainment
Hargen aan Zee staat jaarlijks in het teken van sport, spel en entertainment, het eerste weekend van juli vindt namelijk HargenAanSail plaats. Op zee worden watersportwedstrijden gehouden, op het strand zijn honderden beachvolleyballers, voetballers, volleyballers en frisbee-spelers. Op het parkeerterrein staat een grote feesttent waar voor alle leeftijden muziek ten gehore wordt gebracht.
Dorpen en gehuchten: Aagtdorp · Bergen · Bergen aan Zee · Bregtdorp · Catrijp · Camperduin · Egmond aan den Hoef · Egmond aan Zee · Egmond-Binnen · Groet · Hargen · Rinnegom · Schoorl · Schoorldam (deels) · Wimmenum

Buurtschappen: Duyncroft · Egmondermeer · Het Woud · Westdorp · Zanegeest

Badplaatsen (zonder woonkern): Hargen aan Zee · Schoorl aan Zee

Voormalige buurtschappen: Oostdorp · Oudburg

Voormalige gemeenten: Bergen · Egmond · Schoorl

Noord-Holland: Steden en dorpen      Nederland: Provincies · Gemeenten